# František Běhounek
František Běhounek, född 28 oktober 1898 och död 1 januari 1973, var en tjeckoslovakisk radiolog.
Běhounek blev filosofie doktor i Prag 1922, och studerade under tre år hos Marie Curie i Paris. 1921 blev han assisten och från 1926 överkommissarie vid statens radiologiska institut i Prag. Běhounek deltog i Umberto Nobiles nordpolsexpedition, som han skildrat i Männen på isflaket (1928).
Asteroiden 3278 Běhounek är uppkallad efter honom.